# Алексеева, Людмила Николаевна
Людми́ла Никола́евна Алексе́ева (4 [16] апреля 1890, Одесса — 18 ноября 1964, Москва) — русская балерина, балетмейстер

 и педагог.

## Биография
Родилась 4 (16) апреля 1890 года в Одессе, где служил её отец, капитан (впоследствии генерал-лейтенант в отставке) Николай Фомич Алексеев. В начале XX века семья переехала в Зарайск, где Людмила в 1907 году окончила гимназию с золотой медалью. В том же году, вместе с сёстрами она стала участвовать в представлениях Народного театра, устроенного по инициативе уроженки Зарайска, скульптора Анны Голубкиной. В 1911 году Людмила Алексеева, по рекомендации Голубкиной поступила в студию «Московские классы пластики», открытые Э. И. Рабенек; принимала участие в ряде выступлений школы (Ellen Tells — Tanz Idyllen) в России и за рубежом: успешно гастролировала в Лондоне, Берлине, Мюнхене, Будапеште, Нюрнберге.
Одновременно, она училась на историко-философском факультете Высших женских курсов. В 1913 году, сразу по окончании семимесячного европейского турне ансамбля Эллы Рабенек, она покинула «Классы пластики» и организовала собственную «Студию гармонической гимнастики и танца», предназначенную для женщин и детей с любыми природными данными.
После революции работала в Пролеткульте, где в 1918 году поставила свою первую большую постановку-трилогию «Мрак. Порыв. Марсельеза». В 1919 году Алексеева была вынуждена уехать из Москвы, но осенью 1921 года вернувшись, возродила студию, которая просуществовала до мая 1923 года. В 1934 году директор московского Дома учёных, бывшая актриса МХАТа М. Ф. Андреева пригласила Л. Н. Алексееву в Дом учёных, где она и проработала до конца своей жизни. Вторая большая постановка Алексеевой была сделана в 1940 году для концертного Ансамбля оперы И. С. Козловского.
Умерла в Москве 18 ноября 1964 года; похоронена на Ваганьковском кладбище.

## Школа гармонической пластики Алексеевой
Творчество Алексеевой оказало большое влияние на развитие искусства танца, пластики, эстрады и физической культуры в России.
Алексеева была продолжателем идей плеяды деятелей новой культуры движения. Корни гармонической гимнастики Алексеевой идут от школы Франсуа Дельсарта (1811—1871), гимнастики Жоржа Демени (1850—1917), ритмики Эмиля Жака Далькроза (1865—1950) и танцев Айседоры Дункан (1877—1927). Все эти школы положили начало новой культуре движения, отличной как от старой механической гимнастики, так и от классического балета.
После Дункан появилось множество различных школ свободного танца как в Европе так и в Америке. В России одной из наиболее способных последовательниц Дункан была Элла Ивановна Рабенек. После гастролей Дункан в России Рабенек уехала учиться в Германию — к сестре Дункан, Элизабет. В 1906 году по предложению Станиславского она стала преподавать пластику в драматической школе при МХАТ, а в 1910 году открыла свою студию «Московские классы пластики», куда поступила в 1911 году Людмила Алексеева.
В 1912 году она ставила танцы в опере «Орфей» К. В. Глюка в Доме песни М. А. Олениной-Д’Альгейм. В 1913 году открыла собственную студию.
Л. Н. Алексеева искала систему тренировки тела, отвечающую новому этапу в развитии искусства движения. Не имея возможности тренировать тело в естественной форме движения, преподаватели свободного танца в то время начали использовать «классический станок», что приводило к эклектике. Алексеева это хорошо понимала и проделала многолетнюю и кропотливую работу по созданию своей школы движения. Алексеева, в противоположность другим, шла к танцу от гимнастики, то есть от разработки системы тренажа танцовщиков. Эта гимнастика и послужила базой для её школы танца. Эту работу, шедшую под различными вывесками: «Студия танца Л. Алексеевой», «Мастерская искусства движения», «Студия гармонической гимнастики и танца», «Школа-лаборатория художественной гимнастики», она вела всю свою жизнь.
Слитность с музыкой является одной из ярчайших особенностей её системы движения. В этом она сближалась с музыкальным движением — методом обучения свободному танцу, созданному С. Д. Рудневой и студией «Гептахор». Алексееву отличала редкая музыкальность, способность схватить тончайшие нюансы музыкальных образов, воплотить и передать их в движении. В алексеевской гимнастике аналитические элементы превращены в законченные этюды. Каждое упражнение сочиняется на специально выбранный для него музыкальный этюд или отрывок. Это делает музыку не просто ритмо-звуковым добавлением к гимнастике, а одним из важных слагаемых. Такое органическое слияние музыки и движения, которое Алексеева называла «ритмической гармонией», совершенно необходимо, чтобы гимнастические упражнения превращались в маленькие произведения искусства. Движения настолько сливаются с музыкой, что они кажутся «как бы вытекающими из неё». Весь учебный материал представлен в виде этюдов простых и сложных, и этюдов искусства движения. Каждый занимающийся является исполнителем маленького произведения искусства.
У Алексеевой занимались известные люди. В 1919 году у неё в «Мастерской искусства движения» занимался А. Румнев; он танцевал на музыку Рахманинова (прелюд соль минор ор.23, № 5); вместе с Алексеевой танцевал Вальс Брамса («традиционный»). Для Румнева Алексеева сочинила этюд на музыку К. Черни (ор. 740, № 26), где была сделана попытка изобразить волну, разбивающуюся о берег. В 1920 годах у Алексеевой занимался И. Дусс, француз по происхождению, обладавший высоким прыжком. Особенно выразительно он исполнял «Этюд с прыжками и шарфами» (Л. Шитте, ор.68, № 23). Уехав в 1930-х годах в Швейцарию (Фрибург), он открыл там свою Школу пластики. В 1930-х годах занимался М. Г. Геворкян, постановщик танцев Московской эстрады. Также у неё занималась Анна Редель; в 1939 году Алексеева сочинила «Ната вальс» Чайковского, посвятив его Анне Редель. Занималась у Алексеевой и Сильвия Чен, дочь видного китайского политического деятеля; в 1928 году Алексеева поставила ей «Гавайскую гитару» (музыкальная аранжировка Г. Шнеерсона).
Традиции гармонической гимнастики и танца Л. Н. Алексеевой живы по сей день. В частности, в Москве существует несколько студий, где продолжаются традиции той эпохи. Например, Студия художественного движения ЦДУ РАН, работающая по методу Алексеевой, ежегодно проводит концерты в Доме учёных в Москве, на которых можно увидеть постановки Людмилы Алексеевой начала XX века.